# Lago Teufenbachweiher
O Lago Teufenbachweiher é um lago artificial localizado no município de Schönenberg, Cantão de Zurique, Suíça. A sua superfície é de 4,2 ha.